# John E. Seeley
John Edward Seeley (* 1. August 1810 in Ovid, New York; † 30. März 1875 ebenda) war ein US-amerikanischer Jurist und Politiker. Zwischen 1871 und 1873 vertrat er den Bundesstaat New York im US-Repräsentantenhaus.

## Werdegang
John Edward Seeley wurde ungefähr zwei Jahre vor dem Ausbruch des Britisch-Amerikanischen Krieges im Seneca County geboren. Er besuchte die Ovid Academy. 1835 graduierte er am Yale College. Er studierte Jura. Nach dem Erhalt seiner Zulassung als Anwalt begann er in Monroe (Michigan) zu praktizieren. 1839 kehrte er nach Ovid zurück. Er bekleidete dort 1842 den Posten als Supervisor. Zwischen 1851 und 1855 war er Amtsrichter sowie Vormundschafts- und Nachlassrichter im Seneca County. Politisch gehörte er der Republikanischen Partei an. Er nahm 1856 als Delegierter an der Republican National Convention in Philadelphia teil. Bei den Kongresswahlen des Jahres 1870 für den 42. Kongress wurde Seeley im 24. Wahlbezirk von New York in das US-Repräsentantenhaus in Washington, D.C. gewählt, wo er am 4. März 1871 die Nachfolge von George W. Cowles antrat. Er schied dann nach dem 3. März 1873 aus dem Kongress aus. Nach seiner Kongresszeit ging er wieder in Ovid seiner Tätigkeit als Anwalt nach. Er starb dort am 30. März 1875 und wurde auf seiner Farm bei Ovid beigesetzt.